# Quelle und Senke

Quelle und Senke

Quelle und Senke sind in der Mathematik und Physik Begriffe aus der Vektoranalysis, der Potentialtheorie und der Feldtheorie. Sie stellen die Ausgangs- und Endpunkte von Strömungen oder Feldlinien dar. Beide Arten von Punkten können sowohl singulär als auch kontinuierlich auf Linien, Flächen und Räume verteilt sein. Quellen und Senken eines Vektorfeldes {\displaystyle {\vec {F}}({\vec {r}})} werden mathematisch durch die Quelldichte {\displaystyle q({\vec {r}})} (Divergenz) beschrieben:
{\displaystyle \operatorname {div} {\vec {F}}({\vec {r}})=q({\vec {r}}){\begin{cases}>0,&{\text{Quelle}}\\=0,&{\text{quellenfrei}}\\<0,&{\text{Senke}}\end{cases}}}
Der Begriff quellenfrei bedeutet dabei, dass weder Quellen noch Senken existieren.

## Potentialfeld
Viele Potentialfelder (Kraftfelder wie das Erdschwerefeld oder elektrostatische Felder) reichen mit ihren Feldlinien unendlich weit in den Außenraum. Eine Senke ist für diese statischen Felder nicht definiert.

## Elektrische Messtechnik
Jede Messung belastet eine Quelle oder ein Feld durch einen zeitweiligen oder steten Abfluss von Ladung, Materie oder Energie. Damit bildet das Messinstrument oder die Messanordnung eine Senke als den Ort einer Messung, wo der Fluss eine physikalisch messbare Wirkung erzeugt.

## Beispiele
- Ein anschauliches Beispiel für Quelle und Senke ist ein Spülbecken mit Wasserhahn (Quelle) und Abfluss (Senke).
- Ein technisches Anwendungsbeispiel besteht in der Berechnung von Tragflächenprofilen, bei der einem einfachen Strömungsfeld eine Quellen-/Senkenverteilung (sogenannte „Singularitäten“) auf der Profilsehne überlagert wird (Profiltheorie nach der Singularitätenmethode).
- Quellen von Gravitationsfeldern sind alle Massenpunkte im Innenraum von Himmelskörpern.
- Quellen eines elektrischen Feldes sind positive Ladungen, Senken sind negative Ladungen.[3]
- Das Magnetfeld ist „quellenfrei“, es besitzt weder Quellen noch Senken.